# Fokker G.I

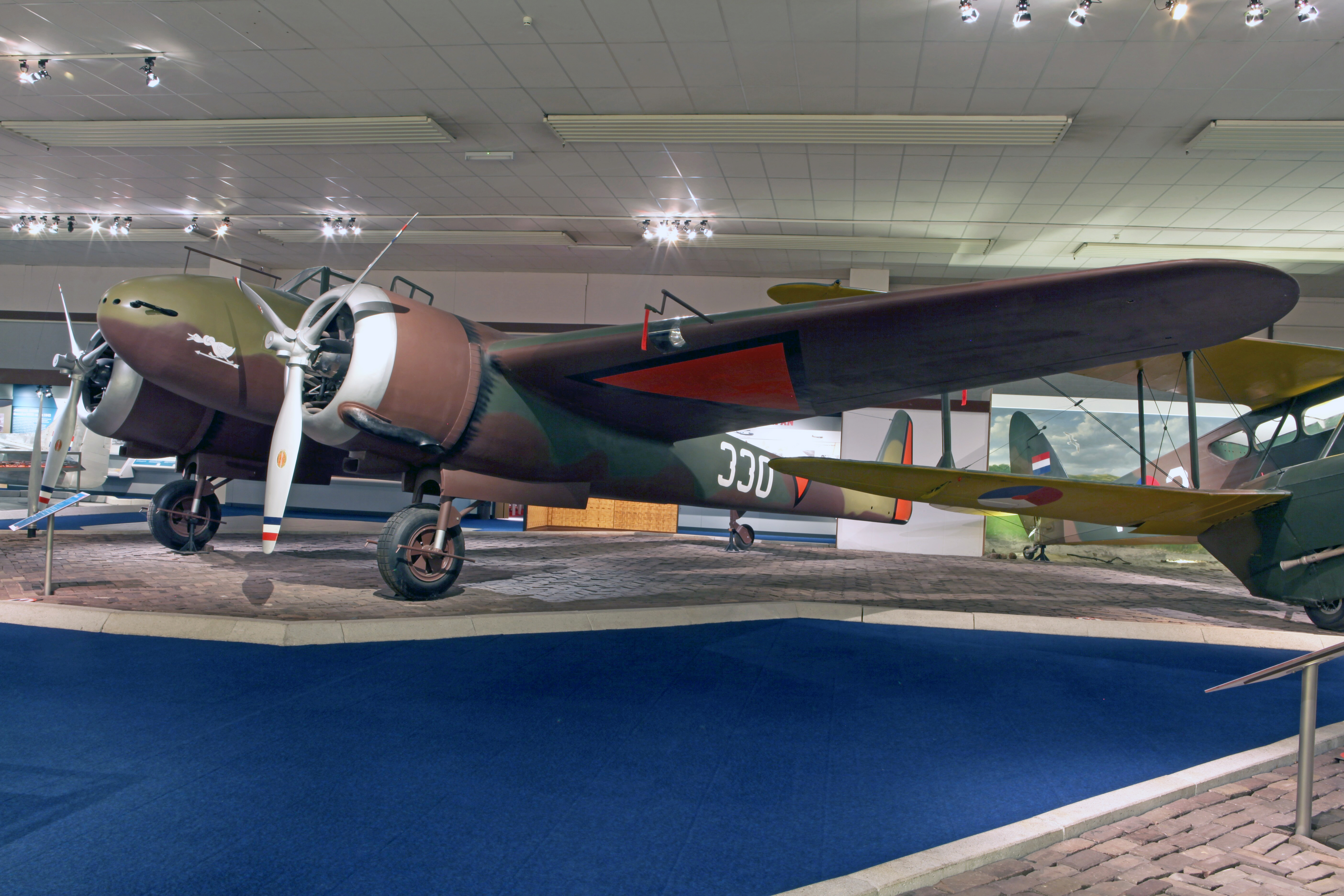
Houten model op ware grootte in luchtvaartmuseum Soesterberg

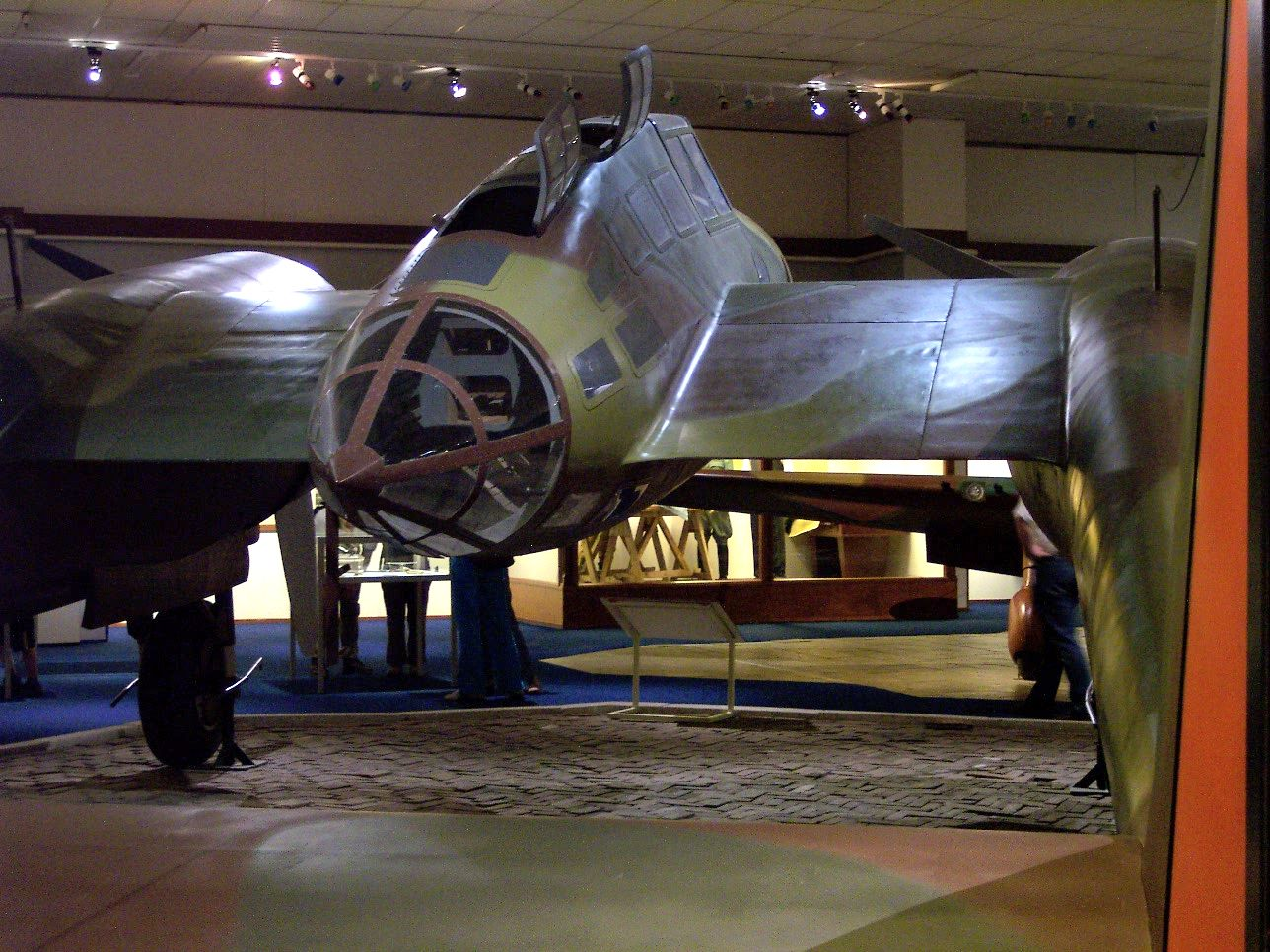
Geschutskoepel van houten model in luchtvaartmuseum Soesterberg

De Fokker G.I, bijgenaamd Jachtkruiser, was een aanvalsjager die in 1934 werd ontworpen door de Fokker-ontwerpers ir. Marius Beeling en dr.ir. Erich Schatzki. Het ontwerp was bijzonder door het gebruik van dubbele staartbomen; tevens het kenmerk van de jachtkruiser.
Bij de fabricage van het toestel was gebruikgemaakt van een houtconstructie voor de vleugel en het middenstuk van de romp. De vleugel en het middenstuk vormden een geheel. Het voorstuk van de romp was een staalconstructie en de neus en de beide staartbomen waren van aluminium.
Er zijn twee versies gebouwd met verschillende motoren, de G.I Mercury en de G.I Wasp. In eerste instantie wilde Fokker het toestel voorzien van twee Rolls Royce Kestrel-motoren maar deze werden niet door de Britse overheid vrijgegeven. Daarom werd in het prototype een minder sterke en minder betrouwbare Hispano Suiza-motor ingebouwd. Met dit prototype maakte de Tsjechische testvlieger Karel Mareš op 16 maart 1937 de eerste proefvlucht.
De Nederlandse Luchtvaartafdeeling had interesse, maar gebruikte de Bristol Mercury VIII als standaardmotor. Daarom paste Fokker het ontwerp van de G.I aan, zodat deze motor kon worden toegepast.

## Bewapening
De bewapening bestond uit acht machinegeweren voor de G.I-versie met de Mercury-motoren of vier machinegeweren voor de G.I-versie met de Wasp-motoren; deze waren vast gemonteerd in de neus. Dit had het grote voordeel dat de piloot veel beter kon mikken dan met in de vleugels gemonteerde wapens.
Beide versies waren voorzien van een draaibare geschutskoepel aan de achterzijde. Deze was van extra dik perspex, gevat in een geraamte van duraluminium. Het machinegeweer kon door een opening naar buiten worden gestoken; hiervoor waren over de hele lengte van de koepel naar binnen scharnierende kleppen aangebracht. In noodgevallen kon het hele doorzichtige achterstuk worden afgeworpen, om het vliegtuig snel met parachute te kunnen verlaten.
Door zijn geduchte bewapening van vier of acht mitrailleurs werd de G.I-jachtkruiser in 1936 bij zijn presentatie op de 15e Luchtvaartsalon in Parijs een regelrechte sensatie. De Fransen gaven hem meteen de bijnaam Le faucheur (de maaier).
In het ontwerp was er rekening mee gehouden dat de G.1 400 kg aan bommen zou kunnen dragen. Echter, door het ontbreken van de juiste bomrekken is dat nooit gebeurd.

## Afnemers
Het Wapen der Militaire Luchtvaart bestelde 36 stuks met Bristol Mercury-motoren van 830 pk elk. Deze werden vlak voor de Duitse inval afgeleverd maar slechts 23 waren direct inzetbaar.
De luchtmacht van de Spaanse Republiek bestelde 26 stuks van de iets kleinere versie, met Pratt & Whitney Wasp-motoren. Deze toestellen stonden bij Fokker bekend als Finse G.I's. Toen de Spaanse Burgeroorlog in 1939 was afgelopen waren de toestellen niet meer nodig. Ze werden vlak voor de Duitse inval door Nederland gevorderd. Tien konden er nog gereed gemaakt worden. Enkele daarvan hebben nog actievluchten uitgevoerd op 14 mei 1940.
Duitsland maakte in 1940 een aantal G.I's buit die tijdens de oorlog werden ingezet voor training van Luftwaffe bemanningen voor onder andere de tweemotorige Messerschmitt Bf 110.
De Fokker G.I en de Fokker D.XXI bleken tijdens de Duitse inval twee van de weinige Nederlandse toestellen te zijn die enigszins tegen de Duitse jachtvliegtuigen waren opgewassen. Er werden enkele vijandelijke toestellen mee neergeschoten.

## Inzet
Het Wapen der Militaire Luchtvaart beschikte in mei 1940 over 35 G-1’s met Bristol Mercury-motoren. Deze toestellen staan ook wel bekend als de G-1A. Ze droegen de registratienummers 300 t/m 335. Deze vervingen op 9 september 1939 de Fokker D.XXI's bij de 3e jachtvliegafdeeling (JaVA) op vliegkamp Soesterberg en werden ingedeeld bij de op 1 september 1939 opgerichte 4e JaVA op vliegveld Bergen. Een toestel, de 306, was op 5 januari 1940 verloren gegaan bij een ongeval.
De 3e JaVA verhuisde op 10 november 1939 naar Vliegveld Waalhaven in Rotterdam.
Op 10 mei 1940 waren de G-1A’s's als volgt verdeeld:
- 3e JaVA te Waalhaven: elf gevechtsklaar, de 302, 309, 311, 315, 319, 328, 329, 330, 334, 335. Niet gereed 312, 314 en 316.
- 4e JaVA te Bergen: twaalf gevechtsklaar, 301, 304, 305, 308, 310, 318, 321, 322, 325, 331, 332 en 333. Niet gereed 300, 313 en 317.
- Vliegschool Texel: de 307.
- In reparatie bij Fokker: 303 (gereed), 323 en 327.
- Van de toestellen 320, 324 en 326 is de verblijfsplaats niet bekend maar vermoedelijk waren dit depot-vliegtuigen.

Bij Fokker was inmiddels ook nog een serie van 26 G-1’s met Pratt & Whitney Wasp-motoren in aanbouw. Deze toestellen staan ook wel bekend als de G-1B. De toestellen waren bestemd voor Spanje maar werden nooit afgeleverd omdat de Spaanse Burgeroorlog inmiddels was afgelopen. Om onduidelijke redenen stonden deze toestellen bekend als Finse G.I's.
Nederland vorderde deze bestelling eind 1939 voor de Jachtgroep Veldleger; deze tweede serie toestellen kregen de registratienummers 340 t/m 365. Begin 1940 werden er tien afgeleverd, de overige kwamen niet meer op tijd gereed.
Op 10 mei 1940 waren de G-1B’s als volgt verdeeld:
- De 341 stond 50% gereed in de Fokker-fabriek.
- De 342, 343, en 346 stonden op Schiphol.
- De 344, 351, 353, 358, en 359 stonden - 70%-90% gereed - in de Fokker fabriek.
- De 345 en 348 waren op 7 mei 1940 overgevlogen naar Vliegveld Ockenburg.
- De 347, 349, 350, 352, 354, 355-357, 360-361, stonden op Waalhaven.
- De 362-364 stonden opgeslagen in een Amsterdams pakhuis; de 365 was daar in onderdelen aanwezig.

Tijdens neutraliteitshandhaving in de periode september 1939 - mei 1940 kwam het Wapen der Militaire Luchtvaart meerdere malen in actie tegen vreemde toestellen die het Nederlandse luchtruim schonden. Bij deze luchtschendingen werden de Fokker G-1’s verscheidene malen ingezet.

### Acties meidagen van 1940
- 10 mei - Negen van de twaalf vliegtuigen vertrokken van Waalhaven Rotterdam en schoten diverse Duitse toestellen neer.
- 11 mei - Diverse gevechtspatrouilles met de 300, 301, 304, 318 en 332.
- 12 mei - Aanval op Duitse stellingen bij de Grebbelinie door de 302, 322 en 325.
- 13 mei - De 318 en 321 van Vliegveld Bergen escorteerden een groep van vijf D.XXI’s en vier Fokker C.X-toestellen bij een actie tegen Duitse stellingen bij de Grebbeberg. Hierbij werden beide G.I’s zo zwaar beschadigd dat ze niet meer inzetbaar waren.
- 14 mei - Vanaf Schiphol door de 308, 322, 342 en 343 een gevechtspatrouille gevlogen met vijf D.XXI’s.